# Безово
Безово или Безево (на македонска литературна норма: Безово) е село в Северна Македония, в община Струга.

## География
Селото е разположено в областта Дримкол в източните склонове на планината Радук.

## История
В XIX век Безово е българско село в Дебърска каза на Османската империя. В „Етнография на вилаетите Адрианопол, Монастир и Салоника“, издадена в Константинопол в 1878 година и отразяваща статистиката на населението от 1873 година, Безео (Bezeo) е посочено като село с 40 домакинства, като жителите му са 118 българи.
Според статистиката на Васил Кънчов („Македония. Етнография и статистика“) в 1900 година Безево има 180 жители българи християни.
На Етнографската карта на Битолския вилает на Картографския институт в София от 1901 година Безево е чисто българско село в Дебърската каза на Дебърския санджак с 24 къщи.
Според митрополит Поликарп Дебърски и Велешки в 1904 година в Безово има 20 сръбски къщи. По данни на секретаря на Българската екзархия Димитър Мишев („La Macédoine et sa Population Chrétienne“) в 1905 година в Безово има 192 българи екзархисти.
Към 1910 година кметът на Безово, чиято дъщеря е женена за сръбския учител в Нерези Ангел Иванов, записва повече от половината от 22-те християнски къщи като сръбски.
Според статистика на вестник „Дебърски глас“ в 1911 година в Безево има 18 български екзархийски и 6 патриаршистки (от края на 1910 г.) къщи.
При избухването на Балканската война 21 души от Безово са доброволци в Македоно-одринското опълчение. След Междусъюзническата война селото попада в Сърбия.
Според преброяването от 2002 година селото има 54 жители.
| Националност     | Всичко |
| северномакедонци | 53     |
| албанци          | 0      |
| турци            | 0      |
| роми             | 0      |
| власи            | 0      |
| сърби            | 0      |
| бошняци          | 0      |
| други            | 1      |

Църквата в селото е „Свети Димитър“.

## Личности
Родени в Безево
- Марко Павлов (? - 1908), дебърски войвода на ВМОРО
- Милош Павлов (? – 1906), дебърски районен войвода на ВМОРО